# إريس لونغ
إريس لونغ (بالإنجليزية: Iris Long)‏ هي كيميائية أمريكية، ولدت في 8 ديسمبر 1934 في نيويورك في الولايات المتحدة.

## وصلات خارجية
- إريس لونغ على موقع IMDb (الإنجليزية)